# Hoplia anatolica
Hoplia anatolica är en skalbaggsart som beskrevs av Edmund Reitter 1890. Hoplia anatolica ingår i släktet Hoplia och familjen Melolonthidae. Inga underarter finns listade i Catalogue of Life.